# Повія
Повія (англ. slut), проститутка (англ. prostitute) — людина у проституції; також образливий термін для людини, що має розкуту сексуальну етику або є сексуально нерозбірливою. Зазвичай його використовують як образу, лайку з сексуальним підтекстом або образливий термін зневаги до жіночої сексуальності (слатшеймінг). Вживається і щодо чоловіків (чоловік-повія, чоловіча проституція).
З кінця ХХ століття феміністичні рухи робили спроби переприсвоїти слово slut, прикладом чого є паради повій у різних країнах.

## Вживання
Спочатку слово означало «брудну, неохайну жінку». Першим зафіксованим вживанням слова була згадка про людину в 1386 році в книзі Джеффрі Чосера «Кентерберійські оповіді», де він посилається на неохайну зовнішність людини.

### У проституції
Повія в прямому (не дерогативному) сенсі означає людину, втягнуту у проституцію, яка обмінює свою згоду на секс на гроші чи інші вигоди.
Розмовні терміни: хвойда, лярва, шкура, шльондра, шмара, шлюха, блядь, підстилка, блядун, жиголо, альфонс[джерело?].

### Як образливий термін
Існує паралель між вживанням повія для жінок та терміном гей для чоловіків. На відміну від жінок, сексуальну активність яких, як правило, контролює суспільство, чоловіків часто критикують за недостатню мужність чи мачизм, ставлячи цим під сумнів їх гетеросексуальність. Від жінок очікується сексуальна стриманість, від чоловіків — активність, вони мають більшу сексуальну свободу.

### Щодо чоловіків
Повія використовується щодо гетеросексуальних чоловіків (часто альфонсів), поширене серед геїв (male slut, man whore), щоб соромити їх за сексуально ризиковану поведінку, наприклад, незахищений або груповий секс. Однак у жартівливому контексті повія може сприяти сексуальній свободі і позначити відступ від традиційних гендерних ролей у геїв.

## Переприсвоєння
Слово повія вживається як сленговий термін у БДСМ, поліамурних, а також у спільнотах геїв та бісексуалів, а також секс-позитивними феміністками.

### У поліаморії та БДСМ
З БДСМ, поліаморними та немоногамними людьми, у використанні, взятому з книги «Етична повія», термін виражає вибір відкрито мати кілька партнерів(-ок) і насолоджуватися цим вибором: «Повія (slut) — це людина будь-якої статі, яка має сміливість вести життя відповідно до радикальної думки, що секс — це приємно, а задоволення — добре». Повія — це особа, яка взяла під контроль свою сексуальність і має статеві стосунки з ким завгодно, незалежно від релігійного чи соціального тиску чи умовностей дотримуватись моногамного способу життя, прив'язаного до одного партнера на все життя.
Термін було повторно використано для вираження відкидання концепції того, що уряд, суспільство чи релігія можуть судити чи контролювати особисті свободи, а також право контролювати власну сексуальність. У квітні 2013 року Емілі Ліндін, засновниця проекту UnSlut, створила блог із власними історіями про сексуальні знущання, щоб «дати деяку перспективу дівчатам, які зараз відчувають себе в пастці та соромляться». Тепер блог складається із записів жінок різного віку та національності. Фільм UnSlut: Документальний фільм (UnSlut: A Documentary Film) доповнює проєкт.

### Фемінізм і паради повій

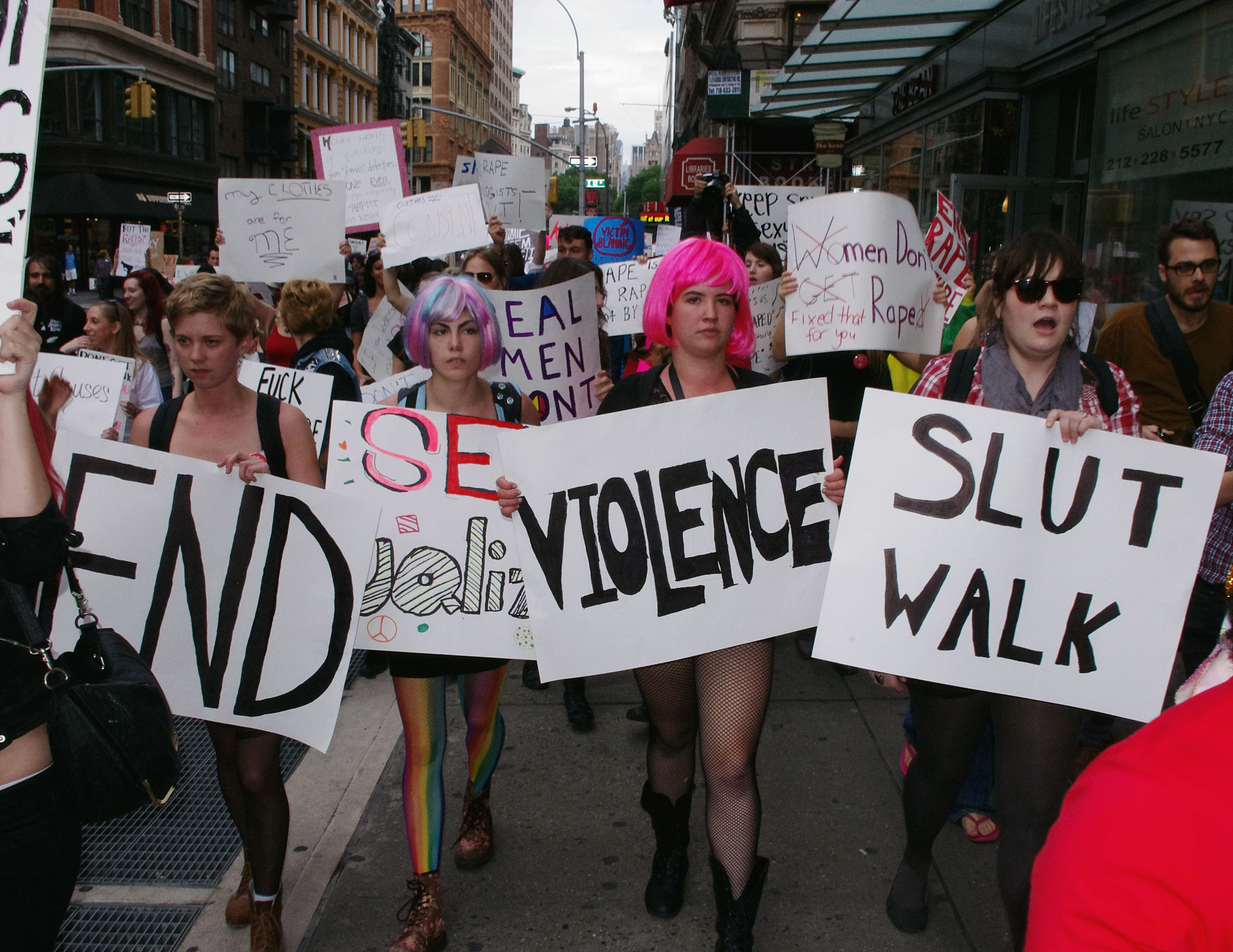
Плакат «Парад повій»

Слатшеймінг — термін, який позначає акт привернення уваги до сексуальної поведінки людини з метою присоромити її соціально.
Подвійний стандарт з «маркування повій» є частиною сучасної культури зґвалтування. Незважаючи на те, що люди в суспільстві відкрито протидіють зґвалтуванню, побутують міфи про зґвалтування (нібито певні види зґвалтування є прийнятними або що жінки добровільно вживають дії, які виправдовують сексуальні домагання). «Жінок продовжують звинувачувати, якщо вони зґвалтовані через те, як вони одягнені; припущення про те, що жінки нібито брешуть про зґвалтування, залишається популярним». Слово повія та подвійні стандарти, які воно містить, відображає гендерні норми та гендерні стереотипи, поширені в культурі, де зґвалтування постійно виправдовується. Люди з усіх верств суспільства сприяють цьому виправданню.
По всьому світу відбувалися паради повій, щоб повернути зґвалтованим жінкам почуття людської гідності та гордості за свою сексуальність. Паради повій протестують проти думки, що зовнішність жінки є виправданням сексуального насильства та зґвалтування. Учасниці протестують проти звинувачення жертви та слатшеймінгу (присоромлювання за сексуальність); паради повій нині перетворилися на світовий рух.